# Johan van Lemego
Johan van Lemego was een vijftiende-eeuwse brouwer en geschiedschrijver uit de Ommelanden en de stad Groningen. Hij heeft een kroniek geschreven die bekend staat als de Kroniek van Groningen (Cronica van Groningerlant). Zijn geschrift behandelt de gebeurtenissen in de Ommelanden en Groningen in de periode van 1110 tot 1422.
De kroniek is bekend uit een viertal handschriften. Anton Rinzema toonde aan dat het om een oorspronkelijke kroniek gaat, die omstreeks 1425 is ontstaan en later (tussen 1478 en 1494) door een andere auteur is bewerkt en aangevuld. De kroniek is opgenomen als deel twee van de driedelige kroniek van een andere brouwer, Sicke Benninge, die omstreeks 1530 is geschreven.

## Uitgave
- Sicke Benninge, Croniken der Vrescher Landen mijtten Zoeven Seelanden ende der stadt Groningen, ed. F.A.H. van den Homberg en E.O. van den Werf; met medewerking van A.J. Rinzema, Den Haag: Huygens ING (KNWA) 2012